# Streblocera antennata
Streblocera antennata är en stekelart som beskrevs av Jakimavicius 1973. Streblocera antennata ingår i släktet Streblocera och familjen bracksteklar. Inga underarter finns listade i Catalogue of Life.